# Мо (річка)

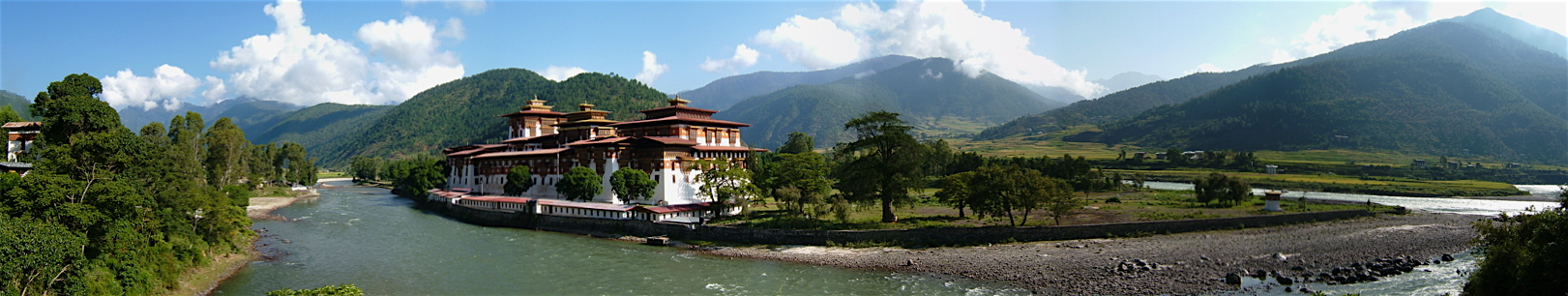
Панорамний вид на Пунакха-дзонг, розташований в місці злиття річок Пхо і Мо

26°23′ пн. ш. 89°48′ сх. д. / 26.383° пн. ш. 89.800° сх. д.
Мо, або Мо Чу (англ. Mo Chhu) — притока річки Санкош, бере початок на півночі Бутану на кордоні з Тибетом. Слово «чу» на дзонг-ке означає «річка», «вода». Біля міста Пунакха Мо зливається з річкою Пхо в річку Санкош. Дзонг Пунакха, який заснований безпосередньо над місцем злиття двох річок, є одним з найкрасивіших дзонгів у Бутані. В штаті Асам Санкош вливається в річку Брахмапутра. Загальна довжина річки разом з р. Санкош становить 320 км.